# Майк Франц
Майк Франц (нім. Mike Frantz, нар. 14 жовтня 1986, Саарбрюккен, Німеччина) — німецький футболіст, півзахисник клубу «Саарбрюккен».

## Ігрова кар'єра
Майк Франц народився у місті Саарбрюккен і займатися футболом почав у молодіжній команді місцевого клубу «Саарбрюккен», де він потрапив до основи у 2006 році. В тому сезоні клуб вилетів з Другої ліги до Оберліги, що дозволило молодому півзахиснику влитися в команду, де він провів два наступні сезони.
Своєю грою Франц зацікавив інші клуби і влітку 2008 року він перейшов до клубу Другої Бундесліги «Нюрнберг». Але через пошкодження змушений був пропустити початок сезону і першу гру у новій команді Франц провів лише в листопаді 2008 року. За результатами того сезону «Нюрнберг» виграв Другу Бундеслігу і 8 серпня 2009 року Майк Франц дебютував на вищому рівні німецького чемпіонату.
Влітку 2014 року Франц приєднався до клубу «Фрайбург», з яким через два роки також виграв турнір Другої Бундесліги і наступні чотири сезони провів у Бундеслізі. За шість сезонів у складі «Фрайбурга» Франц зіграв понад півтори сотні матчів. Ще два роки він провів у клубі «Ганновер 96».
Влітку 2022 року футболіст повернувся до свого першого клубу — «Саарбрюккен», з яким підписав річний контракт.

## Титули
Нюрнберг
- Третій призер Другої Бундесліги: 2008/09

Фрайбург
- Переможець Другої Бундесліги: 2015/16